# Comune di Hirtshals
Il comune di Hirtshals era un comune danese situato contea dello Jutland Settentrionale. Capoluogo era la cittadina omonima.
Con la riforma amministrativa entrata in vigore il 1º gennaio del 2007 il comune è stato soppresso. Il territorio comunale, insieme a quello dei comuni di Løkken-Vrå e di Sindal è stato accorpato a quello del preesistente comune di Hjørring per costituire il nuovo comune di Hjørring.